# Adaatsag (Dundgovi)
Le sum d'Adaatsag (mongol : ᠠᠳᠠᠭᠠᠴᠠᠭ
ᠰᠤᠮᠤ, cyrillique : Адаацаг сум, MNS : Adaatsag sum) est situé dans l'aïmag (ligue) de Dundgovi, en Mongolie. Sa population était de 3 238 habitants en 2007.